# Papercraft
Papercraft, o pepakura, è un metodo per creare oggetti tridimensionali con la carta, (soprattutto animali e soprammobili) apparentemente simile all'arte degli origami. Queste due arti differiscono infatti non solo nel risultato che si può ottenere, ma anche nell'esecuzione.

## Tecnica
La tecnica del papercraft, infatti, prevede l'uso di forbici e colla, assolutamente vietati nell'arte origami. Per la loro realizzazione sono necessari dei modelli e degli strumenti quali forbici, taglierini e colla.